# Циклон-2

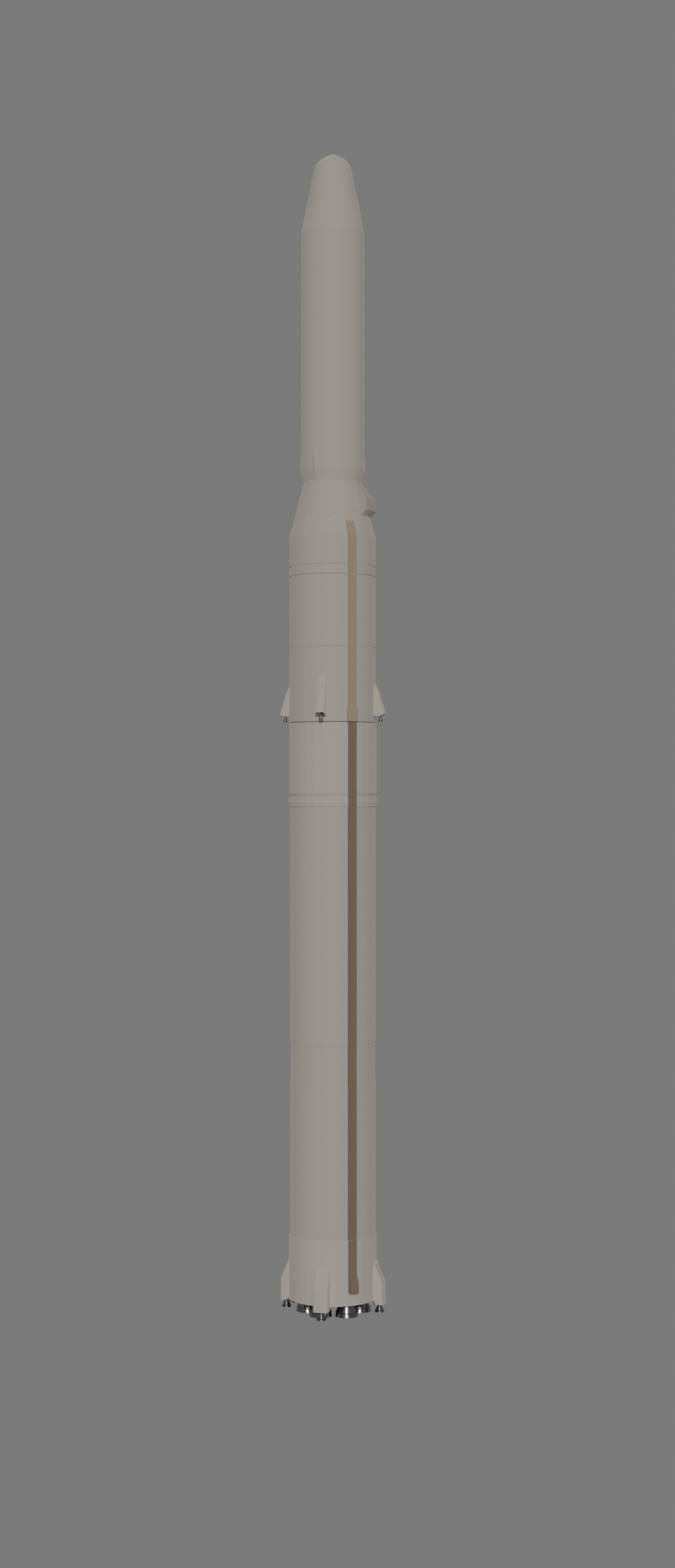
Циклон 2

«Циклон-2» (індекс ГРАУ-11К69)— двоступенева ракета-носій, розроблена у КБ «Південне» у 1960-х роках.

## Історія створення
Перша ракета цієї серії була розроблена і випробувана але не поступила на експлуатацію, проте вона послужила базою для Циклон -2. Наступна ракета з серії «Циклон» — «Циклон-2» — була спроєктована КБ «Південне» на основі міжконтинентальної балістичної ракети Р-36орб (SS-9 mod 3 Scarp) наприкінці 1960 рр. 
Постанова уряду про створення ракети Р-36-О вийшло 16 квітня 1962 року, а в грудні 1965 року почалися її льотно-конструкторські випробування. У листопаді 1969 року ця ракета була прийнята на озброєння. Глобальної вона називалася тому, що була здатна виводити головні частини (ГЧ) на орбіту ШСЗ і забезпечувати їх доставлення до мети шляхом гальмування ГЧ в заданий момент часу польоту по круговій орбіті. Ракета Р-36-О використовувала самозаймисті компоненти палива ( (Тетраоксид діазоту) + НДМГ) і при своєму створенні потіснила останню бойову ракету С. П. Корольова — глобальну ГР-1. Крім орбітального варіанта ракети урядовою постановою 1962 передбачалася розробка і важкої міжконтинентальної ракети Р-36. Її ЛКВ почалися в 1963 році на Байконурі, а серійне виробництво — у грудні 1965 року.
Ракети Р-36 і Р-36-О послужили основою для створення космічних носіїв для запуску супутників військового призначення. Ескізне проектування цих носіїв, що одержали згодом назви «Циклон»  і «Циклон-2», почалося в березні 1966 року. На їх базі була розроблена двоступенева ракета-носій легкого класу «Циклон-2» (SL-11), призначена для запуску космічних апаратів різного призначення масою до 3300 кг на низькі кругові та еліптичні навколоземні, в тому числі незамкнуті, орбіти. 
Космічні апарати встановлюються на приладовий відсік другого ступеня за допомогою спеціальних адаптерів, що входять до складу космічних апаратів, але залишаються на ракеті-носії при відділенні космічних апаратів.
Ракета-носій «Циклон-2» за час своєї експлуатації використовувалась для запуску трьох найменувань космічних апаратів розробки підприємств колишнього Радянського Союзу в інтересах його Міністерства оборони. Ракета-носій «Циклон-2» здійснила 106 успішних польотів. 
Модифікація РН - «Циклон-2К» з додатковий третім ступенем призначена для здійснення комерційних запусків. В кінці сімдесятих років була створена вдосконалена триступенева версія цієї ракети-носія, відома як ракета-носій «Циклон-3» (SL-14). Як перші два ступені цієї ракети-носія використовується допрацьована ракета-носій «Циклон-2», а третій ступінь  — нової розробки.
Льотно-конструкторські випробування РН «Циклон» почалися в серпні 1967 року (було 8 пусків, всі успішні), а РН «Циклон-2» — в серпні 1969 року. Надалі застосовувалася тільки РН «Циклон-2». Цей носій відрізняється безпрецедентною надійністю. Було здійснено 106 запусків «Циклону-2», і всі виявилися успішними. Останній пуск ракети-носія «Циклон-2» відбувся 25 червня 2006 року. Всі пуски ракети-носія «Циклон-2» виконувалися зі стартового комплексу, розташованого на космодромі Байконур (Казахстан).

## Застосування
Стартовий і технічний комплекси РН «Циклон-2» були розгорнуті на майданчиках 90 і 92 «лівого» флангу космодрому Байконур. На них раніше проходила льотно-конструкторські випробування ракета УР-200, розроблена у фірмі В. Н. Челомея.
Як космічний транспортний засіб, вона входила до системи глобального нагляду і протикосмічної оборони СРСР  оскільки вона запускала оборонні супутники.
Ракета-носій «Циклон» має такі особливості:
- високу точність виведення на задану точку балістичної траекторії а формування необхідної орбіти здійснуєтся власною силовою установкою апарата;
- найбільший серед відомих ракет-носіїв рівень надійності;[1]
- високий рівень автоматизації передстартової підготовки та пуску, що виключає присутність обслуговчого персоналу на стартовій позиції та забезпечує високий рівень безпеки підготовки та пуску.

Стартовий комплекс РН «Циклон-2» досі знаходиться на космодромі Байконур.